# Inchtuthill
Inchtuthil är en arkeologisk lämning och det kanske mest välbevarade romerska fortet som ingår i den kedja av försvarsfortifikationer guvernören Gnaeus Julius Agricola omkring 83 e.Kr.  lät bygga under namnet "Victoria". Det ligger längs floden Tay i Caputh, nära Dunkeld, Perth and Kinross i Skottland och utgör ingångsporten till de skotska högländerna. 1736 bytte området, liksom det senare uppkomna baroniet, namn till Delvine . Med Inchtuthill avses idag den större arkeologiska plats som antas ingå i den kedja av fort och arkeologiska lämningar som kallas "the Gask Ridge". Den utgrävdes sista gången 1961.

## Romerska tiden försvarslinje
Fortet byggdes antagligen omkring 83 e.Kr. som en framskjuten huvudpostering under general Gnaeus Julius Agricola, som stridit vägen norröver från Chester i syfte att lägga hela Britannien under det romerska väldet. Lägret placerades längs infartsvägen till de Skotska högländerna längs floden Tay, och besattes av Legion XX "Valeria Victrix" och upptog en yta av minst 21,5 hektar (53 acres) . Konstruktionen var synnerligen välbyggd och lagd på en taktiskt lättförsvarad plats högt belägen med skydd av floden Tay från tre sidor. Det har därför antagits att fortet, som tog längre tid att bygga, skulle tjäna som en mer permanent boplats för legionärerna. Platsen övergavs dock troligen 87 e.Kr., medan försvarslinjen av fort stod sig ytterligare några år innan den drygt 50 år senare permanent ersattes av Hadrianus mur och sedermera Antonius mur .
En uppskattning av det antal legionärer som bebott platsen varierar mellan 5 000 och 20 000. Mindre och mer framskjutna fort byggdes norr och söder om i dalgångar (eng. Glens) och det har antagits att dessa tjänade som framskjutna posteringar i försvarskedjan av fort kallad "the Glenblocker fort" . Ytterligare romerska fort som ingick i denna kedja är Battledykes, Stracathro, Raedykes, Elsick Mounth fram till Normandykes . Den exakta relationen till den betydligt större "the Gask Ridge" koncentrerad mer söderut är osäker, men bägge fortifikationskedjor har antagligen var för sig eller gemensamt ingått i ett större komplex.
Det föreligger en betydande osäkerheten kring de faktiska historiska händelserna kontra den korrekta tolkningen av de arkeologiska fynden. Exempelvis råder det osäkerhet kring det exakta byggnadsåret av Inchtuthil, liksom om Agricola var den första romerska guvernören i provinsen Britannien, eller om denne inledde den militära expansionen. Likaså har Tacitus  beskrivning av händelserna ifrågasatts, vilket har gjort att historiker och arkeologer tillsammans 1995 ingått i ett större arkeologiskt projekt benämnt "the Gask Ridge projekt" 

## Fortets uppbyggnad och arkeologi

### Tidigare utgrävningar
Utgrävdes första gången i början på 1900-talet av Baron Sir Alexander Muir-MacKenzie of Delvine. ledning på dennes ägor. Man fann då en betydligt större försvarsanläggning än tidigare förmodat. En mur utgrävdes mer noggrant, med fynd av smedredskap och eldstäder.

### Utgrävningar 1950–1961
Vid utgrävning på 1950-talet ledda av Sir Ian Richmond hittades en stor grop som innehöll mer än 750 000 järnspikar med en vikt överstigande 7 ton. Gropen var omsorgsfullt gömd, antagligen för att gömma dem för lokala skotska stammar vid de romerska truppernas avtåg. Till skillnad mot andra fort är inte Inchtuthill överbyggt och dess struktur till stora delar bevarad, med ett relativt intakt försvarsverk bestående av en stenmur som stiger 3 – 10 meter ovanför terrängen (se bild) respektive en vallgrav med befästningstorn på var sida, vilket är standardförfarande efter romerska planritningar. Det skulle ha varit möjligt att husera 6000 soldater (en legion) indelta i 10 normalstora kohorter med fem centurioner här. Dessutom fanns ett sjukhus som totalt utgjorde 5000 m² med separat avdelning för var kohort, respektive en verkstad som översteg 3500 m² samt dussintalet baracker. Timmermuren eller ytterbefästningen har en omkrets eller perimeter som översteg 10 km. Det fanns ett huvudkvarter och ett aedes där legionens färger och byst på kejsaren bevarades. Inchtuthil beboddes bara flyktigt, och evakuerades troligen sommaren 86 e.Kr., i vart fall senast 87. Anledningen var antagligen att legionen II Adiutrix stationerad i Deva Victrix (Chester) kallades till Moesia (nuvarande Rumänien) för att ta itu med en hotande dakisk invasion och XX Valeria Victrix flyttades söderut för att ta dess plats. Modern arkeologi har dock ifrågasatt detta eftersom fortet kan ha brukats längre än man tidigare trott.

## Diverse
De drygt 2000 år gamla spikarna från Inchtuthil har använts av atomforskare för att uppskatta rostens effekter på behållare för kärnavfall.